# Tana Sripandorn
Tana Sripandorn (tiếng Thái: ธนา ศรีพันดร; sinh ngày 15 tháng 8 năm 1986) là một cầu thủ bóng đá từ Thái Lan. Hiện tại anh thi đấu cho Air Force Central  ở Thai League 2.